# Kap Roca
Kap Roca ist ein Kap am westlichen Ende von Laurie Island im Archipel der Südlichen Orkneyinseln. Auf der Nordseite der Mackenzie-Halbinsel liegt es 3 km nordwestlich des Kap Davidson. 
Kartiert wurde es 1903 bei der Scottish National Antarctic Expedition (1902–1904) unter der Leitung von William Speirs Bruce. Bruce benannte das Kap nach Julio Argentino Roca (1843–1914), damaliger Präsident von Argentinien.